# Polypodium appendiculatum
Polypodium appendiculatum là một loài dương xỉ trong họ Polypodiaceae. Loài này được Sw. mô tả khoa học đầu tiên..
Danh pháp khoa học của loài này chưa được làm sáng tỏ. 